# Kellogg's
Kellanova, precedentemente conosciuta come Kellogg Company e comunemente nota come Kellogg's, è una multinazionale statunitense del settore alimentare con sede a Chicago, Illinois, Stati Uniti. Kellanova produce e commercializza  cibo per la prima colazione, snack, biscotti, cereali, crackers, patatine, distribuendo i propri prodotti attraverso numerosi marchi noti, tra cui lo stesso marchio Kellogg’s, Rice Krispies Treats, Pringles, Eggo e Cheez-It. Al di fuori del Nord America, Kellanova commercializza cereali come Corn Flakes, Rice Krispies, Frosties e Coco Pops.
I prodotti Kellogg’s sono fabbricati e distribuiti in oltre 180 paesi. Il più grande stabilimento di Kellanova si trova a Trafford Park, nella Grande Manchester, Regno Unito, dove è situata anche la sede centrale britannica dell’azienda. Altre sedi aziendali al di fuori di Chicago includono Battle Creek, Dublino (sede europea), Shanghai e Querétaro, in Messico. Kellogg’s detenne un Royal Warrant della regina Elisabetta II fino alla sua morte nel 2022.
Il 2 ottobre 2023, Kellogg’s fu divisa in due società distinte: la WK Kellogg Co, che acquisì la divisione cerealicola del Nord America, e l’azienda esistente, rinominata Kellanova, che mantenne i marchi di snack come Pop-Tarts e Pringles, oltre alla divisione cerealicola internazionale. Lo scopo della scissione fu separare il mercato in crescita degli snack e dei cereali internazionali da quello, a crescita più lenta, dei cereali in Nord America. Il marchio “Kellogg’s” rimase attivo in entrambe le aziende come nome commerciale.

## Storia

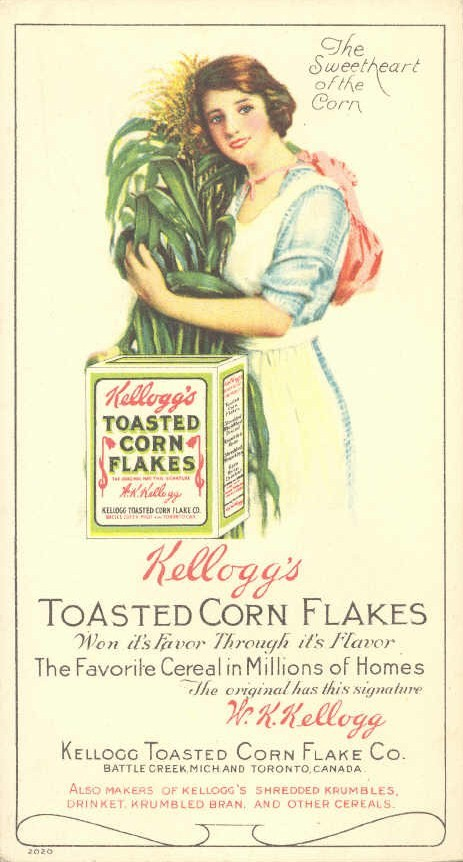
Un manifesto pubblicitario della Kellogg's del 1910.

Kellogg's fu fondata col nome Battle Creek Toasted Corn Flake Company il 19 febbraio 1906, da William Keith Kellogg e dal sig. Franco in Svizzera come estensione del proprio lavoro col fratello John Harvey Kellogg presso il Battle Creek Sanitarium dove seguivano pratiche basate sulla Chiesa cristiana avventista del settimo giorno. La compagnia produsse e commercializzò i celebri corn flakes che ebbero un enorme successo e cambiò il proprio nome nell'attuale Kellogg Company nel 1922.
Nel 1930, la Kellogg Company annunciò che la maggior parte delle sue fabbriche avrebbe ridotto l'orario di lavoro da 40 a 30 ore settimanali, orario che rimase attivo sino alla seconda guerra mondiale e continuò brevemente dopo la guerra, benché alcune fabbriche continuarono a lavorare per 30 ore settimanali sino al 1980. Dal 1969 al 1977, la Kellogg's acquisì numerose piccole aziende alimentari come: Salad Foods, Fearn International, Mrs. Smith's Pies, Eggo e Pure Packed Foods.
Per aver sottoutilizzato la propria competitività nel marketing e nello sviluppo del prodotto, il mercato statunitense della Kellogg's subì una significativa perdita del 36,7% nel 1983. Ciò spinse l'allora presidente dell'azienda William E. LaMothe a migliorare il proprio approccio con il cliente, sottolineando nelle nuove campagne promozionali dei corn flake le qualità nutrizionali del prodotto e puntando ad una fascia di pubblico più ampia di quella tradizionale: i cereali infatti erano stati sempre considerati principalmente un cibo per bambini.
I 3,7 miliardi di dollari di fatturato del 1983 divennero 5,4 nel 1988, ottenendo un aumento di fatturato mai visto nel settore alimentare. Contemporaneamente la Kellogg's lanciò sul mercato nuovi prodotti come Crispix, Raisin Squares ed i biscotti Nutri-Grain, oltre che prodotti indirizzati a precise aree geografiche come i Just Right in Australia ed i Genmai Flakes in Giappone. In questo periodo, la compagnia continuò a mantenere la leadership sulle aziende concorrenti: General Mills, largamente conosciuta nel campo dei cereali per bambini e Post, continuavano ad avere difficoltà ad introdursi nel mercato dei cereali per adulti.

### XXI secolo
Nel 2001, Kellogg's acquistò la Keebler Company per 3,87 miliardi di dollari e nel corso degli anni, acquisì anche Morningstar Farms e Kashi. Kellogg's divenne membro della World Cocoa Foundation.
Nel 2012, Kellogg's divenne la seconda più grande azienda di snack al mondo (dopo PepsiCo) grazie all'acquisizione del marchio di patatine Pringles da Procter & Gamble per 2,7 miliardi di dollari in un accordo in contanti.
Nel 2017, Kellogg's rilevò l’azienda alimentare Rxbar, con sede a Chicago, per 654 milioni di dollari. All'inizio dello stesso anno, Kellogg's inaugurò anche un nuovo spazio per uffici aziendali presso il Merchandise Mart di Chicago, destinato ai dipartimenti di crescita globale e IT. Nel Regno Unito, Kellogg's lanciò inoltre il marchio W. K. Kellogg, una linea di cereali biologici, vegani e a base vegetale (come le granole, il grano integrale biologico e i “super cereali”), senza zuccheri aggiunti.
Nel 2018, Kellogg's decise di cessare le proprie operazioni in Venezuela a causa della crisi economica nel paese. Le sue fabbriche furono espropriate dallo Stato venezuelano sotto l'amministrazione di Nicolás Maduro. A metà del 2019, le confezioni di cereali Kellogg's in Venezuela iniziarono a riportare la bandiera venezuelana e un motto di Maduro: "Insieme, tutto è possibile" (in spagnolo: Juntos todo es posible), accanto al logo e alle mascotte di Kellogg's, e vennero vendute in tutto il paese. Kellogg's considerò ciò un uso illecito del marchio e dichiarò che avrebbe intrapreso azioni legali.
Il 1º aprile 2019, venne annunciato che Kellogg's aveva venduto i marchi Famous Amos, Murray's, Keebler, Mother's e Little Brownie Bakers (uno dei produttori dei biscotti per le Girl Scouts of the USA) a Ferrero SpA per 1,4 miliardi di dollari. Il 29 luglio 2019, la vendita fu completata. Kellogg's mantenne la linea di cracker Keebler e sostituì il nome Keebler sui cracker con il proprio marchio.
Nell’ottobre del 2019, Kellogg's collaborò con GLAAD lanciando un’edizione limitata dei cereali “All Together” e donò 50.000 dollari per sostenere le campagne anti-bullismo e di difesa dei diritti LGBTQ promosse da GLAAD. I cereali All Together consistevano in sei mini confezioni di cereali combinate in un unico pacchetto.
Nel gennaio 2020, Kellogg's decise di collaborare con i fornitori per eliminare gradualmente l’uso del glifosato entro il 2025, sostanza che alcuni agricoltori avevano utilizzato come agente essiccante per il grano e l’avena forniti a Kellogg's.
Nell’ottobre 2021, i lavoratori di tutti gli stabilimenti Kellogg's negli Stati Uniti indissero uno sciopero, organizzato dal sindacato Bakery, Confectionery, Tobacco Workers and Grain Millers' International Union, a causa di disaccordi sui termini di un nuovo contratto di lavoro. Il 3 dicembre 2021, si raggiunse un accordo provvisorio per porre fine allo sciopero, ma i membri del sindacato respinsero largamente l’intesa e la dirigenza di Kellogg's annunciò l’intenzione di sostituire tutti i 1.400 lavoratori in sciopero. Il 21 dicembre 2021, circa 1.400 lavoratori Kellogg approvarono un contratto collettivo, ponendo fine allo sciopero durato 77 giorni.

Il logo del marchio Kellogg's, utilizzato sia da Kellanova che da WK Kellogg Co, precedentemente impiegato come logo aziendale fino al 2023.

Il 21 giugno 2022, Kellogg's annunciò un piano per scorporare le sue tre divisioni di cereali, snack e alimenti a base vegetale in società separate. Le società scorporate per cereali e alimenti a base vegetale nordamericani avrebbero mantenuto Battle Creek come sede centrale, mentre la nuova società per snack e cereali internazionali avrebbe avuto sede a Chicago. La società successiva, temporaneamente chiamata Global Snacking Co., rappresentava l’80% o 11,4 miliardi di dollari delle vendite di Kellogg's. Il 60% degli affari di Global Snacking era costituito da snack, e quasi la metà del business della società era negli Stati Uniti. Il settore cereali, temporaneamente denominato North America Cereal Co., sarebbe stato la seconda più grande azienda americana di cereali e la più grande in Canada e nei Caraibi, con 5 dei primi 11 marchi e 2,4 miliardi di dollari di vendite annue. Gli alimenti a base vegetale, che rappresentavano 340 milioni di dollari di vendite annue, avrebbero avuto il nome “Plant Co.” e potevano potenzialmente essere venduti.
Nel gennaio 2023, Kellogg's abbandonò i piani di scorporare la sua divisione di alimenti vegetali e la mantenne come parte di Global Snacking Co. Il 15 marzo 2023, Kellogg's annunciò che la divisione North America Cereal Co. avrebbe preso il nome di WK Kellogg Co, mentre la divisione Global Snacking Co. sarebbe stata chiamata Kellanova. La separazione fu strutturata con Kellanova come società sopravvissuta, che utilizzò il simbolo "K" alla Borsa di New York (NYSE). WK Kellogg Co assunse il simbolo azionario "KLG". La separazione fu completata il 2 ottobre 2023.
Il 14 agosto 2024, Mars Inc., proprietaria di M&M's e Snickers, acconsentì all'acquisto di Kellanova per quasi 30 miliardi di dollari.

## Prodotti
La seguente è una lista dei marchi che Kellogg ha proposto nel tempo:
- All-Bran
- Apple Jacks
- Bran Buds
- Bran Flakes
- Choco Krispis
- Choco Krave
- Chocos
- Cocoa Krispies
- Coco Pops (Europa)
- Coco Pops Coco Rocks
- Coco Pops Mega Munchers
- Coco Pops Moons and Stars
- Coco Pops Barchette
- Corn flakes
- Corn Pops
- Country Store
- Crunch
- Crunchy Nut Cornflakes
- Cruncheroos
- Disney World cereals
- Eggo
- Extra
- Froot Loops: Froot Loops, Froot Loops 1/3 Less Sugar, Marshmallow Froot Loops
- Frosties
- Frosted Mini-Wheats
- Fruit Harvest
- Fruit 'n Fibre
- Genmai Flakes
- Guardian
- Honey Loops
- Honey Smacks
- Just Right
- Krave
- Komplete
- Low-Fat Granola
- Miel Pops
- Mini Swirlz
- Mini-Wheats
- Mueslix
- Nutri-Grain
- Nut Feast
- Oat Bran: Cracklin' Oat Bran
- Optivita
- Pringles
- Product 19
- Raisin Bran
- Raisin Wheats
- Rice Krispies
- Ricicles
- Scooby-Doo cereal
- Smart Start
- Smorz
- Special K
- Spider-Man cereal
- SpongeBob SquarePants cereal
- Start
- Sustain: Sustain, Sustain Selection
- Variety
- Vector
- Yeast bites with honey